# الشرقية (عمارة)
في الهندسة المعمارية ، الشرقية هي تجويف نصف دائري تعلوه نصف قبة، في كثير من الأحيان يقع على واجهة المبنى (ولكن يستخدم أيضاً كفتحة في الجدار الداخلي).

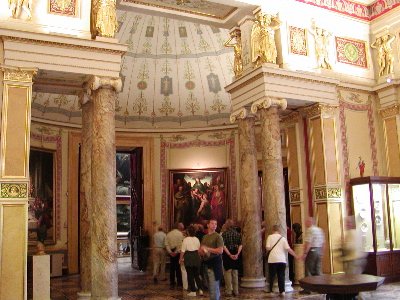
مثال للشرقية من تصميم ليو فون كلينز بالطراز الكلاسيكي الجديد في متحف الإرميتاج ، سانت بطرسبرج ، روسيا

اعتمدت الشرقية من قبل الرومان ، واستخدمت بكثرة في الحقب التاريخية المتعاقبة (من العمارة الرومانية والبيزنطية).

## وصلات خارجية
- تراث إسلامي / المحراب... عنصر عربي إسلامي